# سامولی آدلمن
سامولی کاسیمیر آدلمن (به فنلاندی: Samuli Casimir Edelmann) (زاده ۲۱ ژوئیه ۱۹۶۸) بازیگر و خواننده فنلاندی است.
از فیلم‌های او می‌توان به هلسینکی، مأموریت غیرممکن ۴، جنگ زمستان، شاهدخت، جاده شمال و رولو و روح جنگل اشاره کرد.